# Zeria schlechteri
Zeria schlechteri är en spindeldjursart som först beskrevs av William Frederick Purcell 1899.  Zeria schlechteri ingår i släktet Zeria och familjen Solpugidae. Inga underarter finns listade i Catalogue of Life.